# Pronom possessif en français
En grammaire française, le pronom possessif est une sous-catégorie de pronom ayant la particularité d'être doublement représentant : en effet, d'une part, il renvoie à un objet possédé, d'autre part, il renvoie à un possesseur. 
La relation entre possesseur et objet possédé peut exprimer la propriété, mais également, et plus largement, un rapport logique, une origine, une contiguïté, etc. : 
Ta ville de naissance est Bordeaux, la mienne, c'est Lyon.
L'énonciateur n'est évidemment pas propriétaire de la ville de Lyon.
- Dans la catégorie des déterminants, le correspondant du pronom possessif est l'adjectif possessif :

C'est mon livre. C'est le mien.
Le syntagme « mon livre » est actualisé par l'adjectif possessif mon (déterminant), tandis que « le mien » est pronom possessif.

## Morphologies
Le pronom possessif change de forme, non seulement en fonction de "l'objet possédé" (avec lequel il s'accorde en genre et en nombre), mais également, en fonction du possesseur (dont il indique la personne et le nombre) :
Donne-moi des agrafes, j'ai oublié les miennes.
Le pronom possessif « les miennes » s'accorde avec l'objet possédé (l'antécédent « agrafes ») et indique que le possesseur est de la première personne du singulier (« je »).
- Le plus souvent, le pronom possessif revêt la forme d'une locution dont le premier élément n'est autre que l'article défini (« le, la, les, au, aux, du, des »).

- Mais dans le registre soutenu, il s'emploie également comme adjectif possessif secondaire : dans ce cas, il est utilisé sans l'article défini :

Un mien ami. Cette devise, vous la ferez vôtre !
Pour signifier « Un ami à moi » ou « L'un de mes amis » / « Vous en ferez votre devise ! »

### Possesseur de la première personne du singulier
- Objet possédé singulier : « le mien » au masculin, et « la mienne » au féminin.
- Objet possédé pluriel : « les miens » au masculin, et « les miennes » au féminin.

### Possesseur de la deuxième personne du singulier
- Objet possédé singulier : « le tien » au masculin, et « la tienne » au féminin.
- Objet possédé pluriel : « les tiens » au masculin, et « les tiennes » au féminin

### Possesseur de la troisième personne du singulier
- Objet possédé singulier : « le sien » au masculin, et « la sienne » au féminin.
- Objet possédé pluriel : « les siens » au masculin, et « les siennes » au féminin.

### Possesseur de la première personne du pluriel
- Objet possédé singulier : « le nôtre » au masculin, et « la nôtre » au féminin.
- Objet possédé pluriel : « les nôtres » (forme épicène).

### Possesseur de la deuxième personne du pluriel
- Objet possédé singulier : « le vôtre » au masculin, et « la vôtre » au féminin.
- Objet possédé pluriel : « les vôtres » (forme épicène).

### Possesseur de la troisième personne du pluriel
- Objet possédé singulier : « le leur » au masculin, et « la leur » au féminin.
- Objet possédé pluriel : « les leurs » (forme épicène).

## Représentation
Pour chaque pronom possessif, il y a de fait deux représentés : l'objet possédé et le possesseur.
- La représentation de l'objet possédé est le plus souvent une représentation textuelle (et anaphorique) ; seules quelques expressions figées font exception, telles que :

Il me tarde de retrouver les miens.
Pour « Il me tarde de retrouver ma famille. »
- La représentation du possesseur peut être une représentation référentielle (quand le pronom a une valeur de première ou de deuxième personne) et une représentation textuelle (quand le pronom a une valeur de troisième personne) :

Ma voiture est en panne. Prenons la tienne.
Le pronom possessif « la tienne » a pour antécédent le nom « voiture » (représentation textuelle — anaphore) et pour possesseur, le destinataire (embrayeur de la deuxième personne).
Ma voiture est en panne. Paul m'a dit de prendre la sienne.
Le pronom possessif « la sienne » a pour antécédent le nom « voiture » (représentation textuelle — anaphore) et pour possesseur, l'antécédent « Paul » (représentation textuelle encore — anaphore également).